# Виктор Агустин Угарте (стадион)
Стадион Виктора Агустина Угарте (исп. Estadio Víctor Agustín Ugarte), также известный под своим старым названием «Эстадио Марио Меркадо Вака Гусман» — многоцелевой стадион в Потоси, Боливия. В настоящее время он используется в основном для футбольных матчей командами «Реал Потоси» и «Насьональ Потоси». Стадион вмещает 32 000 человек.

## История
Первоначально стадион назывался Estadio San Clemente с 1992 по 2000 год, но был переименован в Марио Меркадо Вака Гусман после того, как были внесены некоторые изменения в конструкцию, включая новые осветительные башни. В 1997 году стадион подвергся первому расширению, в результате чего были достроены оставшиеся две секции, в результате чего его вместимость увеличилась до 13 000 зрителей. В 2007 году клуб квалифицировался на Кубок Либертадорес и Южноамериканский кубок . Чтобы вместить зрителей, ожидаемых на эти кубки, в 2008 году стадион был еще раз расширен и реконструирован. Северная и южная трибуны были увеличены в 2 раза; вместимость была увеличена почти в 3 раза, до 32 000 зрителей. Также была построена крыша вокруг всего стадиона, а название стадиона было изменено на Estadio Víctor Agustín Ugarte в честь бывшего боливийского футболиста.
Стадион расположен на высоте около 4000 метров над уровнем моря и является одним из самых высокогорных в мире. Это вызывало многочисленные споры в футбольных клубах, поскольку на этой высоте в воздухе содержится мало кислорода и существует риск развития высотной болезни.